# بادالينغ
بادالينغ (بالصينية المبسطة: 八达岭، بالصينية التقليدية: 八達嶺)هو موقع للقسم الأكثر زيارة من سور الصين العظيم، على بعد حوالي 80 كيلومترًا (50 ميل) شمال غرب مدينة بكين في منطقة يانتشينغ الواقعة في بلدية بكين. تم بناء جزء الجدار الذي يمر عبر الموقع في عام 1504 خلال عهد سلالة مينغ الحاكمة، إلى جانب موقع عسكري يعكس الأهمية الاستراتيجية للموقع. وتعد Beibalou أعلى نقطة في بادالينغ بارتفاع يبلغ حوالي 1,015 متر (3,330 قدم) فوق مستوى سطح البحر.
بني سور بادالينغ العظيم في عهد سلالة مينغ الحاكمة (سنة 1505) حيث احتل السور موقعا قياديا واستراتيجيا بارزا لحماية ممر جويونغوان الجنوبي، مما يحمي مدينة بكين.
وبعد أن رمم جزء من جدار سور بادالينغ، افتتح الجزء الأول من السور أمام السياح في عام 1957. ليزور المنطقة ملايين السياح سنويًا ويحدث تطورًا اقتصاديا كبيرًا بما في ذلك ازدهارا للفنادق والمطاعم والعربات السلكية.

## الشهرة
في 24 فبراير 1972 زار سور بادالينغ الرئيس ريتشارد نيكسون وزوجته، برفقة نائب رئيس الوزراء لى شيان نيان، خلال رحلته التاريخية إلى الصين. كما قام العديد من قادة العالم بزيارات إلى الموقع بما في ذلك مارغريت تاتشر، رونالد ريغان وميخائيل غورباتشوف.
كان سور بادالينغ والطريق السريع موقعا للدورة الختامية خلال دورة الدراجات الهوائية في الألعاب الأولمبية الصيفية 2008.